# 科尔奎特县 (佐治亚州)
科尔奎特县（英語：Colquitt County）是位于美国佐治亚州南部的一个县，面积1,441平方公里，县治莫尔特里。根据2000年美国人口普查，共有人口43,955。
科尔奎特县成立于1856年2月25日，县名源自美国参议员沃尔特·T·科尔奎特。